# San Nicolás (Santa Bárbara)
San Nicolás è una città dell'Honduras facente parte del dipartimento di Santa Bárbara.
Il comune venne istituito il 18 gennaio 1850 ed ottenne lo status di città il 6 febbraio 1945.